# هانس جی. سالتر
هانس جی. سالتر (انگلیسی: Hans J. Salter؛ ۱۴ ژانویهٔ ۱۸۹۶ – ۲۳ ژوئیهٔ ۱۹۹۴) یک آهنگ‌ساز اهل آمریکا بود.

## فیلم‌شناسی
- خیابان اسکارلت
- برج لندن
- وب
- مایا
- ویچیتا
- اکلاهما
- فت من